# Дунин-Барковский, Василий Дмитриевич
Василий Дмитриевич Дунин-Барковский (1819—1892) — екатеринославский губернатор (1865—1870), могилёвский губернатор (1870—1872), тайный советник.

## Биография
Родился 26 марта (7 апреля) 1819 года в селе Малый Листвен Черниговской губернии. Отец, Дмитрий Андреевич Дунин-Борковский (1793—1836) — участник сражения при Бородино и переводчик в стихах «Школы мужей» Мольера. Годом раньше Василия, родился его старший брат Яков; после него родились сестра Надежда (1820—?) — бывшая замужем за А. И. Лизогубом, и брат Пётр (1822—1846) — женой которого была художница Глафира Ивановна Псёл.
В 1836 году окончил с 1-й серебряной медалью Императорский Царскосельский лицей. В июне 1837 года поступил на службу чиновником для письма в канцелярию Комитета министров.
В 1838 году назначен секретарём при директоре Департамента государственного казначейства. В 1841 году пожалован в звание камер-юнкера двора Его Императорского Величества.
В действительные статские советники был произведён 29 июля 1860 года. Был членом от правительства черниговского губернского по крестьянским делам присутствия.
В период с 1865 по 1870 годы Дунин-Барковский был Екатеринославским губернатором. В это время, в 1868 году он был уволен по прошению из Департамента государственного казначейства и определён в Черниговское дворянское депутатское собрание и почётным смотрителем 1-го Погорского уездного училища, а в 1869 году по прошению уволен из дворянского собрания и почётного смотрителя уездного училища.
В 1870 году назначен Могилевским губернатором. С 28 марта 1871 года состоял в чине тайного советника; 30 марта 1872 года освобождён от должности губернатора. Состоял при Министерстве внутренних дел.
Умер 20 октября (1 ноября) 1892 года в Киеве и погребён в селе Великий Листвен Черниговской губернии.

### Семья
Был женат дважды: первым браком на Софье Алексеевне Свечиной и вторым — на дочери А. Г. Милорадовича, Александре Александровне (10.8.1835, Чернигов — ?). Имел пять сыновей и четырех дочерей, в их числе: Дмитрий (1848—?), Алексей (1850—?), Александр (1866—?).

## Награды
- орден Св. Станислава 1-й ст. (1867)
- орден Св. Анны 1-й ст. (1869)